# El Jícaro (Nicarágua)
El Jícaro é uma municipalidade no Departamento de Nueva Segovia da Nicarágua.